# Calixto Bieito

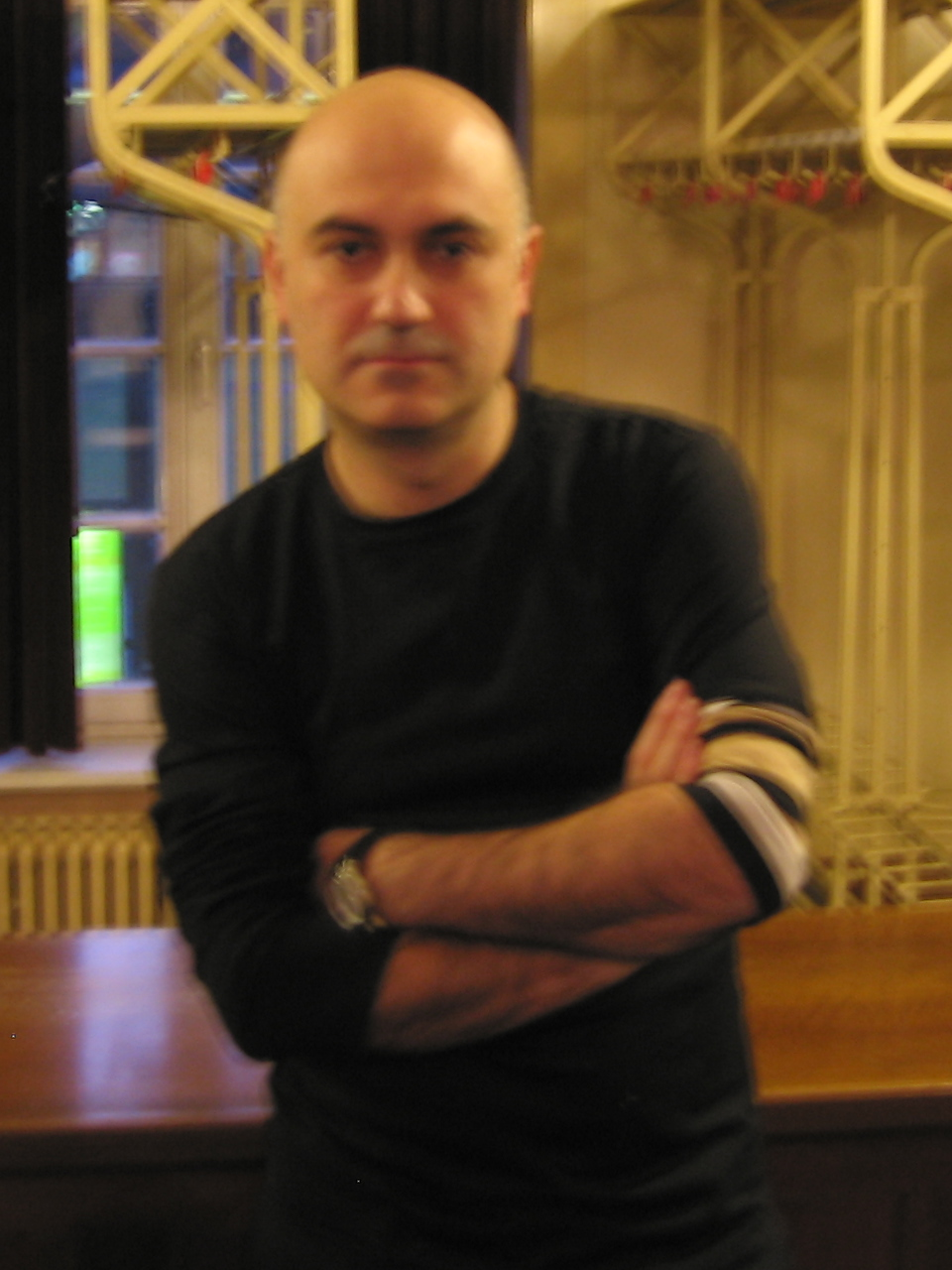
Calixto Bieito, 2008

Calixto Bieito (* 2. November 1963 in Miranda de Ebro, Spanien) ist ein spanischer Opern- und Schauspielregisseur.
Er hat sich als „Skandalregisseur“ mit modernen, expressiv-gewalttätig zugespitzten oder bewusst sexualisierten Operninszenierungen einen Ruf geschaffen. Zwischen 1999 und 2011 war er Direktor des Teatre Romea in Barcelona. Von 2010 bis 2012 leitete er das Festival Internacional de las Artes de Castilla y León in Salamanca und von 2011 bis 2012 das von ihm mitgegründete Barcelona Internacional Teatre (bit).
Am Teatre Lliure inszenierte er 1997/98 mit Schönbergs Pierrot lunaire erstmals Musiktheater. Mit Shakespeares Macbeth in Salzburg (2001) und Hamlet in Edinburgh (2002) inszenierte er erstmals außerhalb Spaniens. Es folgten 2003 drei heftig diskutierte Inszenierungen in Hannover (Don Giovanni, Il trovatore und La traviata) und Mozarts Die Entführung aus dem Serail an der Komischen Oper Berlin, mit denen er sich als einer der führenden Regisseure Europas etablierte. Seither hat er an zahlreichen europäischen Bühnen, darunter in Amsterdam, Berlin, London, Madrid, München, Paris, Prag, Venedig, Wien, Zürich inszeniert.
Von 2013 bis 2015 war Bieito „Artist-in-Residence“ am Theater Basel.
Seit 2017 ist Bieito Künstlerischer Direktor des Teatro Arriaga in Bilbao.
Bieito wurde vielfach ausgezeichnet, so 2009 mit dem Europäischen Kulturpreis, 2011 den Premio Ciudad de Barcelona, 2021 mit der Distinción de Honor der Academia de las Artes Escénicas de España und 2025 mit dem Premio Ópera XXI (Kategorie Bühnenregie).
Bieito hat galicische Wurzeln väterlicherseits und südspanische mütterlicherseits.

## Inszenierungen (Auszug)
- 2001, Gran Teatre del Liceu Barcelona, Un ballo in maschera
- 2001, Welsh National Opera Cardiff, Die Fledermaus
- Juli 2001, Salzburger Festspiele, Macbeth (Shakespeare)
- Januar 2002, Gran Teatre del Liceu Barcelona und Staatsoper Hannover, Don Giovanni
- 2002, Festival Grec Barcelona, Dreigroschenoper (ausgezeichnet mit dem Premio Ercilio della Mejor Creación)
- 2002, Edinburgh Festival, Hamlet (William Shakespeare)
- Februar 2003, Staatsoper Hannover, Il trovatore
- September 2003, Staatsoper Hannover, La traviata
- 2004, Komische Oper Berlin, Die Entführung aus dem Serail
- 2006, Theater Basel, Don Carlos
- Juni 2006, Staatsoper Hannover, Wozzeck (Alban Berg)
- Januar 2007, Theater Freiburg, Elektra (Richard Strauss)
- Februar 2007, Staatsoper Stuttgart, Jenufa
- Juni 2007, Staatsoper Stuttgart, La fanciulla del West
- September 2007, Hebbel-Theater (Hebbel am Ufer – Hau Eins), Berlin, Tirant lo Blanc (Joanot Martorell & Martí Joan de Galba)
- Oktober 2007, Schauspiel Frankfurt, Tirant lo Blanc (Joanot Martorell & Martí Joan de Galba)
- Januar 2008, Staatsoper Stuttgart, Der Fliegende Holländer (Richard Wagner)
- 2008, Gran Teatre del Liceu Barcelona, Don Giovanni
- Februar 2009, Theater Basel, Lulu (Alban Berg)
- April 2009, Komische Oper Berlin, Armida – dt. Fassung der Armide (Christoph Willibald Gluck)
- Mai 2009, Theater Freiburg, La vida breve (Manuel de Falla)
- Oktober 2009, Nationaltheater Mannheim, Lulu (Sprechtheater-Stück nach Frank Wedekinds Dramen Erdgeist und Die Büchse der Pandora)
- Januar 2010, Theater Freiburg, Le Grand Macabre (György Ligeti)
- März 2010, Staatsoper Stuttgart, Parsifal (Richard Wagner)
- Dezember 2010, Bayerische Staatsoper, Fidelio (Beethoven)
- Januar 2011,Theater Freiburg, Aus Deutschland (Mauricio Kagel)
- April 2011, Nationaltheater Mannheim, Bernarda Albas Haus (Federico García Lorca)
- Mai 2011, Staatsoper Stuttgart, Il trionfo del tempo e del disinganno (Händel)
- Juni 2011, Komische Oper Berlin, Gespräche der Karmelitinnen (Francis Poulenc)
- September 2011, Ruhrtriennale, Hanjo (Toshio Hosokawa)
- November 2011, Theater Freiburg, Das große Welttheater (Pedro Calderón de la Barca)
- Januar 2012, Komische Oper Berlin, Der Freischütz (Carl Maria von Weber)
- Mai 2012, Residenztheater München, Der Kirschgarten (Anton Tschechow)
- Juni 2013, Residenztheater München, Leonce und Lena – Dunkle Nacht der Seele (nach Texten und Motiven von Georg Büchner)
- Dezember 2013, Norwegische Oper & Ballett im Opernhaus Oslo, Hoffmanns Erzählungen (Jacques Offenbach)
- Oktober 2014, Staatstheater Nürnberg, Turandot (Giacomo Puccini)
- Januar 2017, Staatsoper Hamburg, Otello (Giuseppe Verdi)
- März 2018, Staatsoper Hamburg, Messa da Requiem (Giuseppe Verdi)
- März 2018, Oper Leipzig, Tannhäuser (Richard Wagner)
- Juni 2018, Opernhaus Zürich, L'incoronazione di Poppea (Claudio Monteverdi)
- Dezember 2018, Nationaltheater Mannheim, Marienvesper (Claudio Monteverdi)
- Dezember 2020, Staatsoper Berlin, Lohengrin (Wagner)
- Februar 2021, Staatsoper Wien, Carmen (Georges Bizet)
- Dezember 2022, Opernhaus Zürich, Eliogabalo  (Francesco Cavalli)
- März 2023, Schauspielhaus Stuttgart Cabaret, (John Kander und Fred Ebb)